# جائزة السلام لتجارة الكتب الألمانية

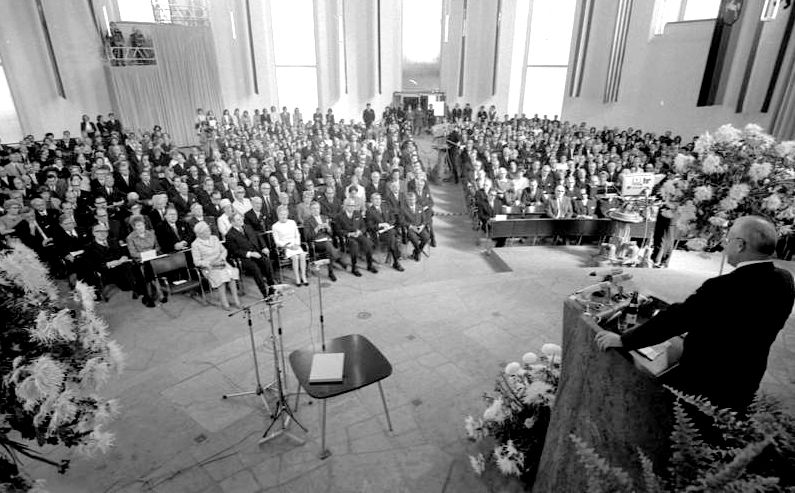
من حفل منح الجائزة للإقتصادي السويدي جونار ميردال 1970

جائزة السلام لتجارة الكتب الألمانية (بالألمانية: Friedenspreis des Deutschen Buchhandels)‏ هي جائزة دولية للسلام تُمنح سنويًا في معرض فرانكفورت للكتاب في فرانكفورت، ألمانيا. منذ عام 1950.ويُمنح  الفائز مبلغ 25000 يورو. ووفقاً لنظامها الأساسي، «تلتزم المؤسسة بالسلام والإنسانية والتفاهم بين جميع شعوب ودول العالم. وتعزز جائزة السلام التسامح الدولي من خلال الاعتراف بالأفراد الذين ساهموا في هذه المُثُل من خلال أنشطتهم الاستثنائية، خاصة في مجالات الأدب والعلوم والفنون. يتم اختيار الفائزين دون الإشارة إلى خلفيتهم القومية أو العنصرية أو الدينية.» تقليديا، يحضر الحدث رئيس ألمانيا وقيادات سياسية وثقافية ودبلوماسية رائدة في الحفل و ZDF(القناة الثانية الألمانية).

## الفائزين

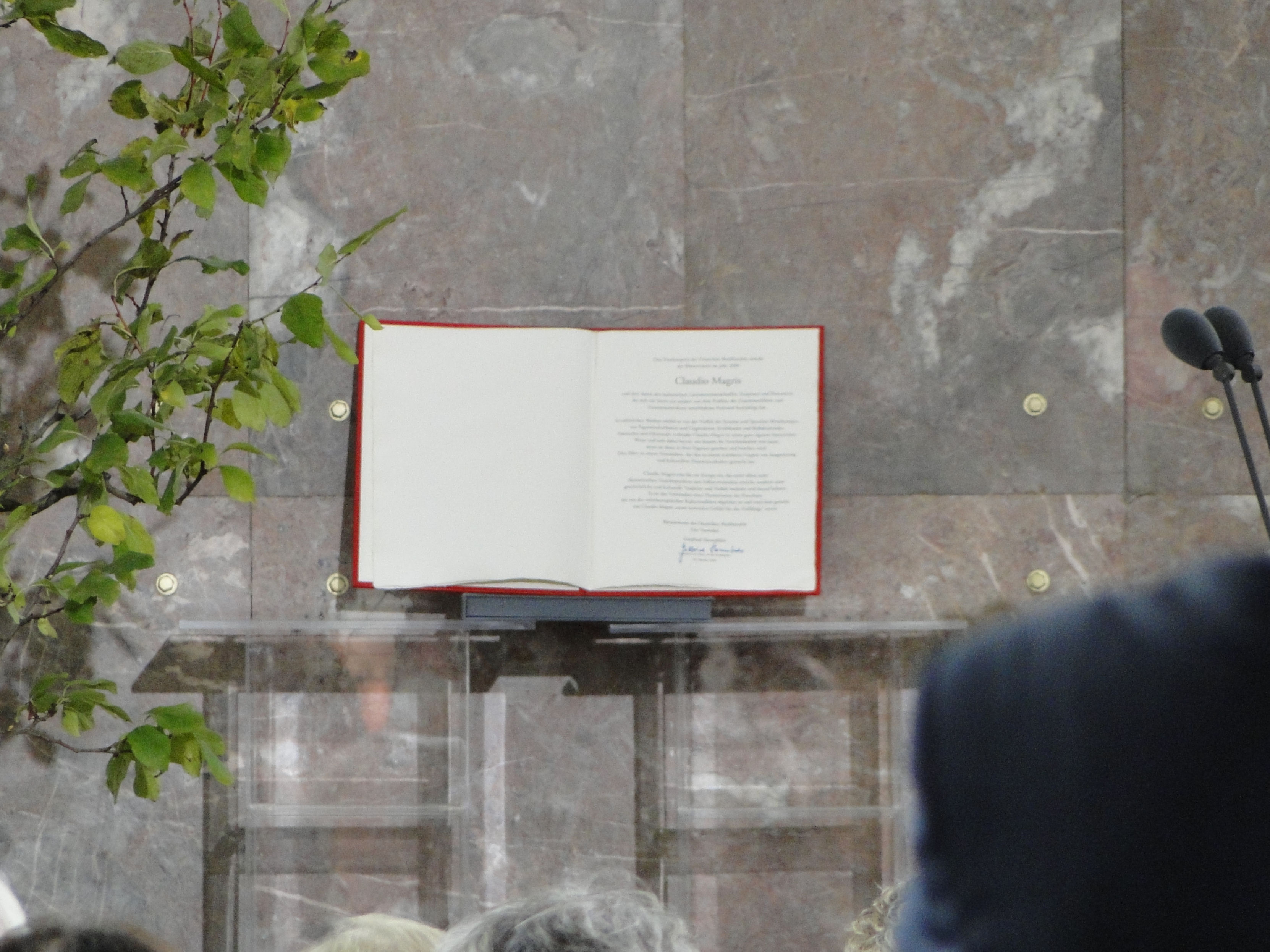

1. ↑  "friedenspreis - home". www.friedenspreis-des-deutschen-buchhandels.de. مؤرشف من الأصل في 2019-04-20. اطلع عليه بتاريخ 2019-02-02.
2. ↑  "friedenspreis - home". www.friedenspreis-des-deutschen-buchhandels.de. مؤرشف من الأصل في 2019-04-20. اطلع عليه بتاريخ 2019-02-02.